# Ordre du Mérite national (Maroc)
L'ordre du Mérite national (en arabe : Wissam Al-Moukafa Al-watania[Quoi ?]) est un wissam royal, ordre honorifique dont les distinctions sont décidées et décernées par le roi du Maroc à des personnes s'étant distinguées pour actes ou faits méritoires.

## Histoire
L'ordre du Mérite national a été créé par le roi Mohammed V du Maroc .
L'ordre était divisé en trois classes : commandant, officier et chevalier.
Le décret du 2e Rabi al-Awwal 1421 (5 juin 2000) n° 1.00.218 stipule que l'ordre de la Récompense nationale se compose de cinq classes : grand cordon, grand officier, commandeur, officier et chevaler.

## Insigne
La médaille est composée d'une plaque en or de 56 mm de diamètre et d'un pendentif de 50 mm suspendu à un grand cordon porté en écharpe.
Selon la classe, l'insigne de l'ordre est en argent doré ou en argent.
L'insigne de l'ordre est une étoile dorée à seize branches à la base, dont les rayons sont à pointe trapézoïdale, avec un motif sur une surface mate et avec un large côté lisse. Une étoile à seize branches en émail rouge à rayons pointus est superposée sur la base. Au centre se trouve un médaillon rond en or avec une large bordure. Le médaillon contient une image sculptée en or des armoiries de l'État du Maroc , sur la bordure en dessous il y a une inscription en arabe.
L'étoile de la commande est semblable au signe, mais plus grande. S'appuie sur les classes grand ruban et grand officier.
Le ruban de commande est en soie moirée verte avec deux fines rayures rouges partant du bord.
L'insigne de classe grand ruban est attaché à une large bandoulière à l'aide d'un lien de transition à motifs sculptés.
L'insigne de classe du grand officier et commandant est attaché à la ceinture du cou à l'aide d'un lien de transition à motifs sculptés.
L'insigne de classe d'officier est fixé à la ceinture de poitrine par une rosace à l'aide d'un anneau.
L'insigne de la classe cavalier est en argent et est attaché à la ceinture de poitrine à l'aide d'un anneau.

## Grades
| Classe            | Gros ruban | Grand officier | Commandeur | Officier | Chevalier |
| Barre de commande |            |                |            |          |           |

## Récipiendaires

### Catégorie exceptionnelle
2010
- Mustapha Lakhsem: champion mondial de full contact[2].
- Aly Horma: organisateur du Championnat du monde de course automobile «Marrakech Grand Prix».
- Abderrahmane Zahid: administrateur de circuit de ce championnat.

2013
- Latifa Chihabi: directrice générale de l’Agence nationale Pour la promotion de la petite et moyenne entreprise (ANPPME).
- Toufiq Moucharef: directeur de la coopération et de la communication au ministère de l’industrie, du commerce et des nouvelles technologies.

### Grand officier
2013
- Rabia Jenati Idrissi: chef du service des industries chimiques au ministère de l’industrie, du commerce et des nouvelles technologies
- Amal Bouklata: chef du service des secteurs du tourisme, du commerce, de l’industrie et de l’artisanat au ministère de l’économie et des finances.
- Mustapha Ramid: ministre de la justice et des libertés[3].
- Mustapha Fares: premier président de la cour de cassation.
- Mustapha Meddah: procureur général du Roi près la cour de cassation.
- Mohamed Achergui: président du conseil constitutionnel.
- Driss Jettou: président de la cour des comptes.
- Chakib Benmoussa: président du conseil économique, social et environnemental et ambassadeur du Maroc à Paris.
- Omar Adkhil: président de la commission de la justice, de la législation et des droits de l'homme à la chambre des Conseillers.
- Rahma Bourkya: ancienne présidente de l'université Hassan II de Mohammedia.
- Abdelmajid Ghmija: secrétaire général du ministère de la justice et des libertés.
- Mohamed Benalilou: chef du cabinet du ministre de la justice, conseiller en politique pénale.
- Mohamed Said Bennani: ex-directeur général de l'Institut supérieur de la magistrature
- Abdellah Hamoud: inspecteur général du ministère de la justice et des libertés,
- Ibrahim Al Ayssar: Directeur des Affaires civiles au ministère de la Justice et des Libertés.
- Mohamed Abdennabaoui: Directeur des affaires pénales au ministère de la Justice et des Libertés.
- Najia Rahali: directeur des etudes, de la coopération et de la modernisation au ministère de la justice et des libertés.
- Rajae Naji Mekkaoui professeur universitaire.

### Commandeur
2005
- Mokhtar Jazouli: martyr du soulèvement du 29 janvier 1944 à Rabat et Salé[4].
- Mohamed Sahraoui: martyr du soulèvement du 29 janvier 1944 à Rabat et Salé.
- Mohamed Ghoumari: martyr du soulèvement du 29 janvier 1944 à Rabat et Salé.
- Hachimi Qestali: martyr du soulèvement du 29 janvier 1944 à Rabat et Salé.
- Seddiq Ben Mohamed Hssain: martyr du soulèvement du 29 janvier 1944 à Rabat et Salé.
- Ouezzani Jebli: martyr du soulèvement du 29 janvier 1944 à Rabat et Salé.
- Ahmed Benaboud: martyr du soulèvement du 29 janvier 1944 à Rabat et Salé.
- Khnata Rounda: martyr du soulèvement du 29 janvier 1944 à Rabat et Salé.
- Mohamed Zemrani: martyr du soulèvement du 29 janvier 1944 à Rabat et Salé.
- Bilal Sahraoui: martyr du soulèvement du 29 janvier 1944 à Rabat et Salé.
- ouaazza Belarbi Mesnaoui: martyr du soulèvement du 29 janvier 1944 à Rabat et Salé.
- Mohamed Khlafa: martyr du soulèvement du 29 janvier 1944 à Rabat et Salé.
- Mkadem Jilali Filali: martyr du soulèvement du 29 janvier 1944 à Rabat et Salé.

2006
- Abdelhadi Baraka: doyen des Chorfas Alamiyines de Moulay Abdessalam Benmchich[5].

2009
- Soumia Nouamane Guessouss: écrivain et professeur universitaire de sociologie[6].
- Mohamed Bouzoubaa: artiste-chanteur.
- Samira Ben Said: artiste-chanteuse.
- Abdeljabbar Louzir: comédien.

2010
- Mohamed Chiadmi: professeur[7].

2014
- Abdelouahed Ismail: médecin-orthopédiste[8].
- Mohamed Brini: journaliste.
- Abdelkarim Al Ouazzani: artiste[9].
- Mohamed Tabbal: artiste.
- Saâd Benchefaj: artiste.
- André Elbaz: artiste.

2015
- Hamadi Ammor: acteur[10].
- Salaheddine Benmoussa: acteur.
- Rachid El Ouali: acteur et réalisateur.
- Aziz El Fadili: acteur et réalisateur.
- Miloud El Habachi: acteur.
- Moulay Tahar El Asbahani: membre fondateur du groupe Jil Jilala.
- Ahmed El Alaoui: artiste-compositeur.
- Khnata Bennouna: écrivaine et poète[11].

2016
- Rachid Benzine: écrivain et penseur sur l’Islam, résidant en France[12].

- Karim Mouttalib: Administrateur général du musée du Louvre à Paris.
- Roschdy Zem: acteur et réalisateur international.
- Mohamed Rabii: premier boxeur marocain, arabe et africain à remporter le titre de Champion du monde en Boxe 2015, ayant remporté la médaille de bronze aux derniers JO de Rio.

- Walid Regragui: entraineur de Football et ancien joueur professionnel,

- Feu Moha Oulhoucine Achiban, alias « Le Maestro », ancien chef d’une troupe folklorique amazighe (la décoration a été remise à son fils M. Al Houceine Achiban).
- Khalid Jalid Sahouli: professeur-médecin spécialiste en génécologie en Allemagne, directeur du service de génécologie à l’hôpital de la Charité à Berlin, un des grands spécialistes au Monde dans le Cancer des femmes[13].
- Mohamed Aziz Bihi: médecin marocain à l’hôpital royal à Liverpool, ayant découvert un traitement prometteur contre le Cancer de prostate.
- Othmane Laraki:  Ancien vice-président de Twitter, ayant participé à la fondation de plusieurs entreprises de technologies aux Etats Unis, et actuellement président de la société Color Genomics spécialisée dans le diagnostic précoce du Cancer.

### Officier
2007
- Regraguia Benhila: artiste-peintre[14].
- Mahmoud Gania: spécialiste de la musique gnaoua.
- Abdeslam Alikkane: directeur artistique du festival Gnaoua.
- Abdesselam Belghiti: organisateur de moussems traditionnels à Essaouira.
- Mohamed Taieb: professeur chercheur.
- Abderrahim Souiri: musicien.
- Amatoullah Ait Mouhammad Ouhmad: présidente de la section locale de l'Union nationale des femmes marocaines.
- Hassan Massid: président de l'association Sakia Eddahbia pour le développement des œuvres sociales dans la province d'Essaouira.

2008
- Maurice Ouaknine: homme d'affaires aux Pays-Bas[15].
- Morad Alami: écrivain[16].

2009
- Houcine Talal: artiste-peintre
- Saad Allah Abdelmajid: comédien,
- Abdelkrim Berchid: homme de théâtre
- Hicham Arazi: champion marocain en tennis
- Hassan Jabri: ieutenant-colonel et champion du Maroc du saut d'obstacles en sports équestres, en présence du général Mimoun commandant de la Garde royale.
- Abdelhaq Mouhtaj: directeur de l'Institut supérieur de tourisme à Tanger[17].
- Hajiba Benmoussa: directrice du Centre de qualification professionnelle, hôtelière et touristique à Touarga.
- Fatima Hal: écrivain en matière gastronomique.
- Laila Al Maizi: première femme guide touristique et Zineb Bouthoun, première femme guide de montagne.

2010
- Mohamed Moumni: imam et prédicateur à Oujda.
- Berhoune Kadi: membre du conseil provincial des ouléma de la préfecture des arrondissements de Ben M’sik.
- Houcine Alouah: membre du conseil des ouléma d’El Haouz.
- Brahim Raiss: alem de Souss, fkih à l’école Ikde à Sous.
- Idder Oulhyane: fkih à l’école Rkayeq à Taroudant.
- Jamal Bensaid: calligraphe au Protocole Royal et à la Chancellerie, lauréat du Premier Prix au 8ème concours international de calligraphie.

2011
- Ali Maâmah: président du groupe "Sinfa Maroc" (Casablanca)[18]
- Abdellah Zoheir: président Sofmag (Mohammedia)
- Mustapha Laghrari Zougari: directeur général de la société" Tuyauto" à Casablanca.
- Mohammed Erraji: contrôleur général à la direction générale de la Surveillance du territoire[19].
- Taoufik Saigh: commissaire divisionnaire provincial de la direction générale de la sureté nationale.
- Karim Leghmari: capitaine de la Gendarmerie Royale.
- Mehdi Idir: lieutenant-colonel des Forces Auxiliaires.
- Lamribet Chaouki: lieutenant-colonel de la Protection civile.

2012
- Youssef Draiss: directeur général de la société Casa Transports.
- Driss Méliani: poète[20].
- Niimat Allah Al Khatib Boujibar: chercheur en archéologie.
- Zhour Karam: romancière, critique et universitaire.
- Mohamed Mestaoui: poète et chercheur dans la culture amazighe.
- Mohamed Darif: chercheur.
- Abeljalil Nadim: responsable de la maison d’édition ‘’Dar Toubkal’’.
- Amina Alaoui Hachimi: directrice aux éditions ‘’Yanbouu Al Kitab’’.
- Nadia Salmi: directrice de l’institution ‘’Youmad’’.
- Taieb Habi: directeur de la librairie ‘’les belles images’’.
- Abdellah Ghouari: libraire spécialisé dans les livres anciens et rares.
- Othmn Akdim: responsable de la librairie ‘’CDPL/DSM’’.
- Abderrahmane Hansal: président de l’Association des librairies rurales.

2013
- Souad Elmallem: responsable principale du Groupe «Bombardier» pour la région de l’Afrique du Nord.
- Youssef Hadda: directeur général de la société Capelem.

- Adnane Lamdouar: PDG de la société MAC//Z.

2014
- Abderrahim Athmoune: président de la Commission parlementaire mixte Maroc-UE.
- Anas El Arrass: chercheur et concepteur de drones à usage militaire à l’université nationale de Séoul, titulaire de plus de 30 brevets d’invention dans le domaine de l’aviation.
- Ali Benmakhlouf: professeur de la philosophie arabe aux universités “Paris Est Créteil” et “Sciences-Po Paris” et membre de la commission nationale française de l’éthique médicale.
- Amina Seddiq: professeur-médecin, chercheuse en matière de traitement des maladies cancéreuses à l’université “Tourou” au Nevada (USA).
- Ismahane El Ouafi: directrice générale du Centre international d’agriculture biosaline aux Emirats Arabes Unis.
- Houria Bennis: Chercheuse en histoire et en philosophie des mathématiques au Centre national de la recherche scientifique en France.
- Leila El Alami: professeur de création littéraire à l’Université de Californie (USA).
- Souad El Mkhanat: journaliste marocaine résidente en Allemagne.
- Driss Benbrahim: expert marocain dans le domaine financier, investisseur à Londres.
- Abdelhamid El Jomri: Président de la commission des travailleurs migrants et leurs familles à l’Organisation des Nations Unies.
- Hatim Bettioui: journaliste marocaine résident à Londres.
- Karim Chakkor: architecte et chargé de la conception du Musée Mohammed VI d’art moderne et contemporain.
- Karim et Mustapha Belfquih: collectionneurs-amateurs d’œuvres d’art.
- Meryem Sebti: directrice de publication de la revue Diptyk.
- Hicham Daoudi: fondateur de la première exposition africaine d’art à Marrakech.
- Mohamed Amine El Kebbaj: architecte et président exécutif de la biennale de Marrakech.

2015
- Nouamane Lahlou: artiste-chanteur et compositeur.
- Saïd Chraïbi: artiste-musicien talentueux qui joue du luth.
- Bachir Lamjared: connu sous le nom de Bachir Abdou, artiste-chanteur.
- Mustapha Bourgone: artiste et compositeur de chansons populaires.
- Aïcha Mah Mah: actrice.
- Hanane El Fadili: actrice.
- Yassine Rahmouni: cavalier, spécialiste dans l'élevage équin.
- Noufel Hassani: cavalier, spécialiste dans l'élevage équin.
- Bouchra Bibanou: alpiniste ayant pu atteindre le sommet de la plus haute montagne en Amérique du Nord.
- Meriem Baraja: alpiniste marocaine ayant escaladé les plus hautes montagnes d'Europe et d'Australie.
- Nadia Benbahtane: nageuse qui a pu en 2015 traverser le détroit de Gibraltar sans aucune aide.
- Hassan Baraka: nageur ayant effectué la traversée entre plusieurs continents à la nage libre.
- Lina Benkhraba: cavalière, championne de jeux équestres.
- Mehdi Belhaj: producteur de cinéma[21].
- Youssef Britel: réalisateur et acteur.
- Otmane Benzakour: producteur et directeur de plusieurs œuvres cinématographiques..
- Ayoub Quinir: Styliste et réalisateur de cinéma.
- Martinez Kenneth: alias "Juan Doe", directeur artistique et dessinateur de bandes dessinées.

2016
- Abdel Atiq Benchiguer: journaliste et animateur de programmes télévisés.
- Dina Bensaid: pianiste ayant participé à plusieurs manifestations internationales.
- El Mahjoub Erraji: acteur de théâtre et de cinéma.
- Meriem El Moubarik: championne du Monde de Muai Thaï en 2016 en Suède.
- Mustapha Derkaoui: producteur de cinéma et de télévision.
- Khaoula Ouhmad et Achraf Ouchen: respectivement championne du monde de karaté dans la catégorie (50 kg) et champion du monde de karaté dans la catégorie (84 kg), dont les épreuves ont été disputées à Djakarta en Indonésie.
- Bouchra Marmoul: championne junior aux jeux équestres.
- Ahmed El Faqhi: connu sous le nom de « Abdelmounaim El Jamai », artiste-chanteur.
- Ghita Ben Abdessalam: artiste-chanteuse.
- Abdelaziz Tahiri: poète et compositeur, ancien membre du groupe « Jil Jilala ».
- Leila Alaoui: photographe marocaine, décédée le 18 janvier 2016 dans les attentats terroristes de Ouagadougou (la décoration a été remise à son frère Soulayman Alaoui).
- Khalid Outaleb, ancien joueur de tennis et directeur de compétitions internationales.
- Feu Mustapha Idrissi Mesnaoui: ancien chercheur et critique de cinéma (la décoration a été remise à sa veuve Leila Jamal).
- Mohamed El Ghaoui: artiste-chanteur.
- Mohamed Zbadi: connu sous le nom de « Fouad Zbadi », artiste-chanteur.
- Kabir Mustapha Ammi: auteur.
- Hassan Hajjaj: photographe et artiste contemporain.
- Hiba Ouaissi: professeur et avocat résidant en France.
- Latifa Jbabedi: Chercheur à l’Institut d’Etudes et de Recherches pour l’Arabisation à Rabat, ancienne membre de l’Instance Equité et Réconciliation, militante pour l’émancipation de la femme.
- Youssef Skali Hosni: directeur général du groupe «Cantor Fitzgerald», groupe pionnier dans le domaine des services financiers à New York, et l’un des meilleurs analystes financiers dans le domaine numérique.
- Aicha Hejjami: ancienne professeur de droit public à la faculté de Marrakech, actuellement chercheur dans les questions liées à la femme et à la charia islamique.
- Mohamed Amar: professeur universitaire, représentant l’équipe du laboratoire de microbiologie de Rabat qui a découvert des micro-organismes pouvant résistés aux maladies contagieuses.
- Fatima Baraka: Marocaine résidente en Australie, femme active dans la défense de l’enfance, ayant assisté un enfant marocain, né avec des déformations au visage, à subir une intervention chirurgicale à Melbourne.
- Rachid Amrrous: ingénieur à l’agence spatiale japonaise JAKSA.
- Naoual Soufi: une marocaine active dans le domaine humanitaire résidente en Italie, une des personnalités exceptionnelles dans l’assistance des immigrés, dénommée «Lady SOS» et «l’ange des réfugiés».
- Bouziane Outiti: Expert en énergie, lauréat du Prix «Award Energy Globe» pour son projet d’assainissement liquide à la Province d’El Haouz, Président de l’Association Suisse-Maroc pour l’environnement et le Développement durable.
- Majid Bouazzaoui: inventeur, médaillé d’or en Russie, en Malaisie et à la Suisse pour l’invention d’un écran multi-prisme et d’un système de téléphonie VOIP par GSM, et médaillé d’or au concours des créations et inventions de Séoul.

### Chevalier
2012
- Nadia Bouhriz: directrice générale adjointe.
- Hicham Kertassi: chef du département des infrastructures.
- Aziz Oulghazi: chef du département des systèmes.

2014
- Fouad Benseddik: expert, membre du Conseil économique social et environnemental.
- Faiçal Marjani Smires: acteur associatif, expert auprès de plusieurs centres de recherche internationaux.

2015
- Saïd Mouskir: artiste-chanteur.
- Saad Lamjered: artiste-chanteur.
- Oum El Ghit Ben Sahraoui: connue sous le nom de Oum, artiste-chanteuse.
- Mohamed Jbara: compositeur et producteur.
- Mohamed Mezouri: connu sous le nom de Mouslim, artiste-chanteur de RAP.
- Saïd Achibane:: connu sous le nom de HNaime, artiste-chanteur de RAP.
- Nabila Maâane: artiste-chanteuse.
- Ahmed Soltane: artiste-chanteur.
- Amine Tamiri: connu sous le nom de Aminux, artiste-chanteur de RAP.

2016
- Asmae Lamnouer: artiste-chanteuse.
- Ali Alaoui: fondateur d’une association dédiée au renforcement de la diversité musicale en Europe.
- Houda Saâd: artiste-chanteuse.
- Hamid Farji: connu sous le nom de « Hamid El Kasri », musicien et chanteur de musique gnaouie.
- Sofia El Merikh: artiste-chanteuse.
- Abdelaziz El Hattab Ibrahimi: acteur de théâtre et de télévision.
- Janat Mahid: artiste-chanteuse.
- Abdelhafid Douzi: artiste-chanteur du Rai.
- Zahra Hindi: artiste-chanteuse, résidante en France.
- Ahmed Chawki: artiste-chanteur.
- Aicha Redouan: artiste-chanteuse qui joue également de la Cithare « le qanûn ».
- Nizar Idil:: artiste-chanteur.
- Karen Sandra Ghebbari: championne en patinage artistique.
- Khalil Belqass: artiste-chanteur.
- Samir El Moujari: parolier.
- Mohamed El Mardi: parolier.

- Mehdi Mzaine: compositeur.

- Abdelfattah Grini: artiste-chanteur.
- Mohamed Bousfiha « Momo »: animateur radio.
- Tarik Bekkari: écrivain, un des lauréats du Prix du Maroc du livre 2016.